# Bristol Boarhound
El Bristol Boarhound fue un avión de enlace y de cooperación con el ejército británico de la década de 1920. Era un biplano biplaza con alas de mismas envergaduras y estructura de acero recubierta de tela.

## Diseño y desarrollo
El Boarhound fue construido con financiación privada bajo la Especificación 8/24 del Ministerio del Aire (posteriormente reemplazada por la Especificación 20/25) por un avión de cooperación con el Ejército para reemplazar al Bristol Fighter, volando por primera vez el 8 de junio de 1925 como Type 93 Boarhound.
El Boarhound, diseñado por el capitán Frank Barnwell, era un biplano de dos vanos que utilizaba un método de construcción de acero que implicaba tiras de acero de alta resistencia enrolladas en secciones con reborde y cúspide, que se remachaban entre sí para formar larguerillos y soportes. La estructura resultante era más ligera, más fuerte y más barata que una hecha con tubos laminados. Tenía un alto fuselaje que permitía transportar equipos voluminosos de radio y cámaras, y estaba propulsado por un motor Bristol Jupiter IV con distribución variable.
El Boarhound fue evaluado junto con el Armstrong Whitworth Atlas, el De Havilland Hyena y el Vickers Vespa. El mecanismo de distribución variable del Jupiter proporcionaba menor potencia a bajas altitudes, lo que suponía una desventaja para un avión de cooperación con el ejército, y el Atlas fue considerado superior.
Los directores de Bristol decidieron, sin embargo, continuar el desarrollo del avión con financiación privada como bombardero de propósito general que reemplazara al Airco DH.9A. Se construyó un segundo avión, el Type 93A Beaver, que voló el 23 de febrero de 1927. Fue rechazado en favor del Fairey IIIF, que utilizaba el preferido motor Napier Lion, del que se encontraban en reserva grandes cantidades.
El Boarhound I (matriculado G-EBLG) y el Beaver (matriculado G-EBQF) fueron retirados del servicio en el aeródromo de Filton en abril de 1927.
Se fabricaron otros dos aviones como cazas de reconocimiento como Type 93B Boarhound II.

## Historia operacional
Los únicos dos Boarhound II construidos fueron vendidos a México en 1928 y se utilizaron contra las fuerzas rebeldes en abril de 1929. Los Boarhound demostraron ser exitosos en el servicio mexicano, ya que su estructura metálica resultó adecuada para el clima. Dos leyendas de la Fuerza Aérea Mexicana volaron el Boarhound II: Pablo Sidar y Alfonso Cruz Rivera.

## Variantes

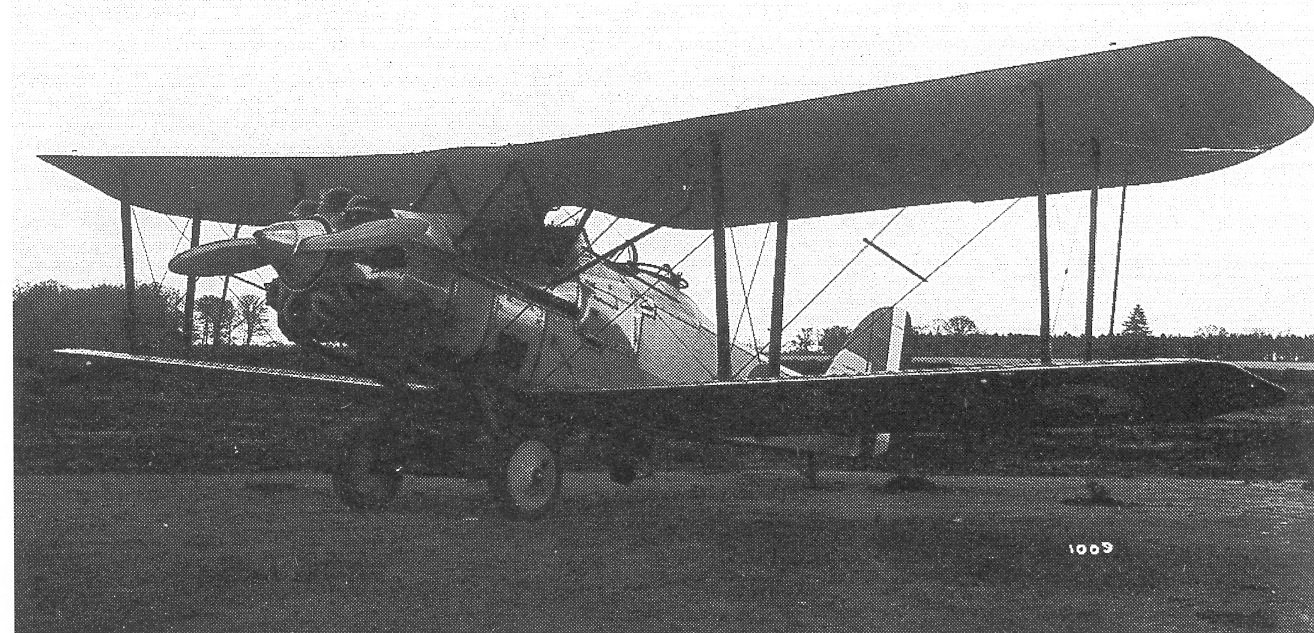
El Type 93A en 1927.

Type 93 Boarhound
Avión de cooperación con el ejército, propulsado por un motor Jupiter IV. Uno construido.
Type 93A Beaver
Aeronave de uso general. Uno construido.
Type 93B Boarhound II
Caza de reconocimiento para México, propulsado por un motor Jupiter VI de 340 kW (450 hp). Dos construidos.

## Operadores
México
- Fuerza Aérea Mexicana

## Especificaciones (Boarhound I)
Referencia datos: Bristol Aircraft Since 1910

### Características generales
- Tripulación: Dos (piloto y observador)
- Longitud: 9,6 m (31,5 ft)
- Envergadura: 13,6 m (44,8 ft)
- Altura: 3,6 m (11,7 ft)
- Superficie alar: 43,1 m² (463,9 ft²)
- Peso vacío: 1315 kg (2898,3 lb)
- Peso cargado: 2023 kg (4458,7 lb)
- Planta motriz: 1× motor radial de 9 cilindros refrigerado por aire Bristol Jupiter IV.
  - Potencia: 317 kW (437 HP; 431 CV)
- Hélices: Bipala de paso fijo

### Rendimiento
- Velocidad máxima operativa (Vno): 220 km/h (137 MPH; 119 kt)
- Alcance: 3 h
- Techo de vuelo: 6700 m (21 982 ft)
- Carga alar: 46,9 kg/m² (9,6 lb/ft²)
- Potencia/peso: 0,156 kW/kg (0,095 hp/lb)
- Tiempo a altitud: 10 min 3 s para 3048 m (10 000 pies)[1]

### Armamento
- Ametralladoras: 

  - 1x Vickers de 7,7 mm fija frontal en el lado del fuselaje
  - 1x Lewis de 7,7 mm flexible sobre anillo Scarff (observador)
- Bombas: 

  - 2 de 50 kg

## Aeronaves relacionadas

### Aeronaves similares
- Aero A.32
- Potez 25
- Armstrong Whitworth Atlas
- De Havilland Hound
- De Havilland Hyena
- Fairey IIIF
- Fairey Ferret
- Gloster Goral
- Short Shamois
- Vickers Vespa
- Vickers Valiant
- Vickers Vixen
- Westland Wapiti

### Secuencias de designación
- Secuencia Numérica (interna de Bristol): ← 90 - 91 - 92 - 93 - 95 - 96 - 99 →